# Abella (médica)

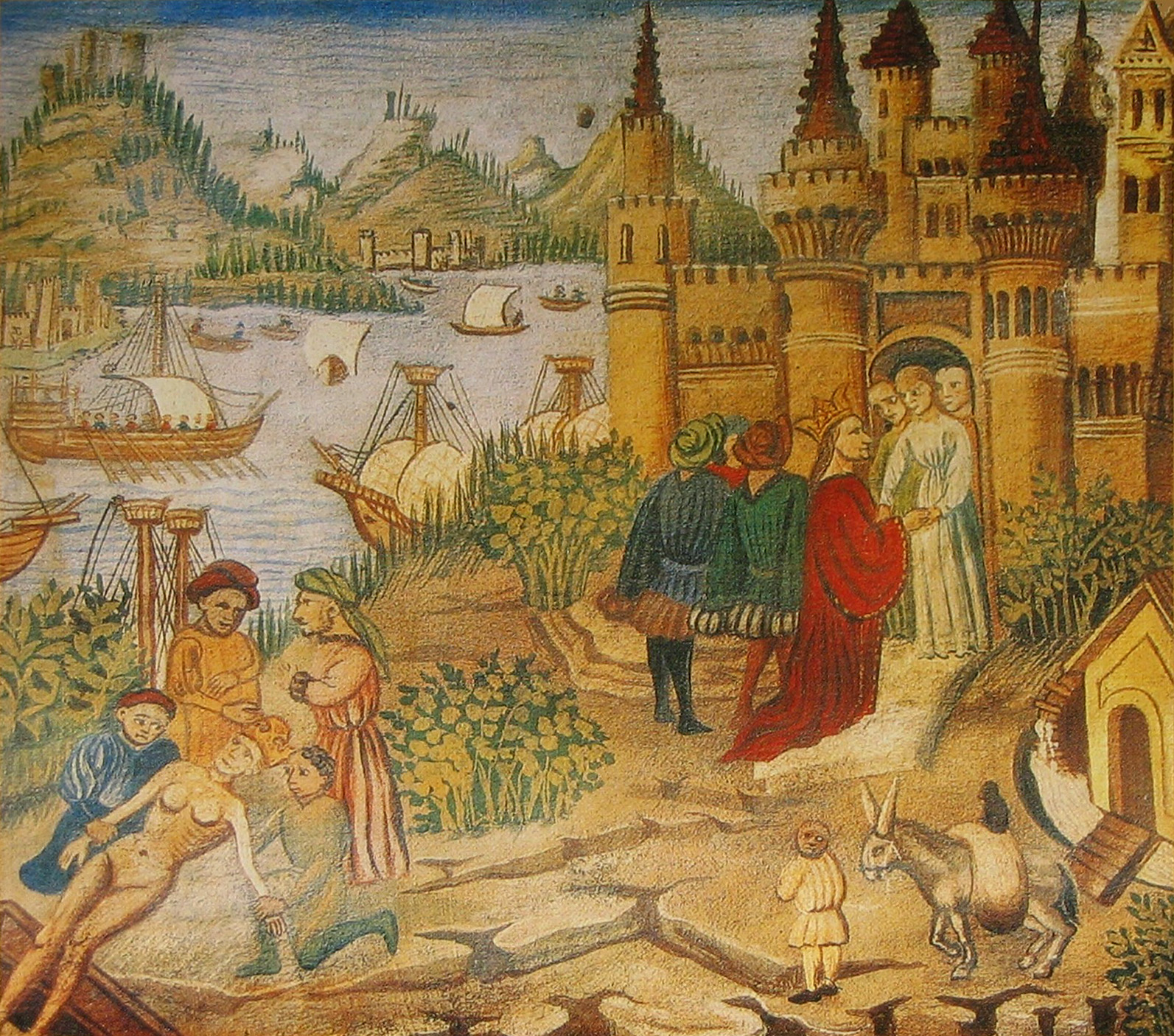
Desenho da Escola Salernitana

Abella, também conhecida como Abella de Salerno ou Abella de Castellomata, foi uma médica que exerceu medicina em meados do século XVI, tendo estudado e ensinado na Escola de Medicina de Salerno. Crê-se que nasceu por volta de 1380, mas as datas exactas do seu nascimento e morte são incertas.

## Prática da Medicina
Abella deu aulas sobre práticas médicas convencionais, bílis, a saúde e a natureza da mulher na escola Salerno. Tal como Rebecca de Guarna, especializou-se em embriologia.
Para além de ter escrito sobre feridas e a febre, publicou dois tratados, o De atrabile e o De natura seminis humani que não chegaram aos dias de hoje.
Abella é uma as quatro mulheres mencionadas no estudo realizado no século XIX por Salvatore de Renzi sobre a Escola de Medicina de Salerno, sendo as outras três: Rebecca Guarna, Mercuriade e Costanza Calenda. Todas elas praticavam medicina, davam conferências sobre medicina e escreveram tratados. Estas qualidades colocaram-na no grupo que ficou conhecido como Mulieres Salernitanae (Mulheres de Salerno). 

## Mulheres de Salerno -Mulieres Salernitanae
A Escola de Medicina de Salerno foi a primeira universidade a permitir a entrada de mulheres, tendo-se formado um grupo que ficou conhecido como Mulieres Salernitanae, ou seja, Mulheres de Salerno. Faziam parte dele Abella, Trotula de Salerno, Mercuriade, Rebecca Guarna, Maria Incarnata e Costanza Calenda.
As Mulheres de Salerno não só praticavam medicina como também a ensinavam na escola e escreviam tratados. O trabalho deste grupo rompia com a forma de como as mulheres eram vistas e os papéis que se esperava que desempenhassem naquela época e são por isso consideradas um motivo de orgulho de Salerno medieval e um símbolo de benevolência.

## Família Castellomata
A família Castellomata era uma família extremamente influente em Salerno e crê-se que Abella fazia parte dela. A grande influência da ajudou a fortalecer laços vitais entre a corte papal e a Escola de Medicina de Salerno. Um dos membros mais importantes desta família foi Giovanni de Castellomata, que possuía o título de medicus papae, ou seja, era médico do papa que na altura era Inocêncio III. A relação entre ele e Abella não é clara.